# Centocelle
Centocelle è la zona urbanistica 7A del Municipio Roma V di Roma Capitale. Si estende sull'intero quartiere Q. XIX Prenestino-Centocelle e sul quadrante sud-est del quartiere Q. XXII Collatino.

## Geografia fisica

### Territorio
La zona confina:
- a nord con la zona urbanistica 5F Tiburtino Sud
- a est con la zona urbanistica 7B Alessandrina
- a sud con la zona urbanistica 7G Centro Direzionale Centocelle
- a ovest con la zona urbanistica 6B Casilino
- a nord-ovest con la zona urbanistica 6D Gordiani

Il Parco archeologico di Centocelle è esterno alla zona urbanistica, sebbene ne prenda il nome, e rappresenta l'area verde più importante a disposizione degli abitanti del quartiere, da cui lo separa la via Casilina.

## Storia
L'attuale toponimo deriva dalla villa romana ad Duas Lauros (in latino ai Due Allori), che per le sue dimensioni venne chiamata Centum Cellae, per indicare la presenza di estese rovine antiche come in altre zone dell'Agro romano. La villa sorge a sud della via Casilina, nell'area del parco archeologico, ed era compresa in una grande proprietà imperiale, identificata nell'abitazione dei Secondi Flavi, quale residenza dell'imperatrice Elena.
La proprietà era ancora in uso nel V secolo, dato che le fonti riportano questo come luogo della morte di Valentiniano III. Dopo la donazione della proprietà alla Chiesa, fu istituita qui la diocesi suburbicaria Subaugusta.
Dal 1523 è attestato il nome Centocelle, con la Torre di Centocelle, costruita già nel XII secolo a controllo della strada consolare. Alla fine del XIX secolo fu costruito il Forte Prenestina.
L'edificazione del quartiere iniziò con la nascita e lo sviluppo dell'omonimo aeroporto, il primo in Italia risalente al 15 aprile 1909, quando Wilbur Wright venne a dare una serie di dimostrazioni del Flyer e girando per la prima volta in assoluto un filmino da un aereo in volo. Parte dei villini ancora esistenti erano le abitazioni del personale militare, ufficiali e sottufficiali dell'aeroporto. Proprio per la presenza di questo obiettivo militare la zona fu fatta oggetto di numerose incursioni aeree alleate nel corso della Seconda guerra mondiale.
Durante gli anni quaranta Centocelle aveva il suo punto centrale in piazza dei Mirti e la via principale in via dei Castani, costeggiate da piccole case basse a uno-due piani. Nella piazza sorgeva un'osteria con un pergolato, dove risiedeva il comando partigiano di zona nel periodo in cui, nei primi mesi del 1944, Centocelle divenne "zona liberata", mentre tutto intorno si estendeva il tracciato dei binari delle ferrovie vicinali.
Al di là di questi due luoghi, c'erano strade in terra battuta, che si addentravano nella campagna circostante verso la marrana allora presente che scorreva in una valletta. Questi sentieri avevano tutti intorno casupole, disposte disordinatamente su un terreno leggermente ondulato. Con caratteristiche più vivibili rispetto al vicino Quarticciolo, Centocelle accoglieva operai dell'industria romana, artigiani, piccoli commercianti, contadini e tranvieri, che ne abitavano le case migliori.
Il Borgo Ragazzi don Bosco nasce nel dopoguerra su via Prenestina come centro educativo e ricreativo con lo scopo di fornire educazione e formazione alla copiosa quantità di ragazzi presenti nelle strade del quartiere. La struttura, oltre ad essere un luogo di culto, possedeva una scuola professionale nella quale i ragazzi potevano apprendere un mestiere, e aree dedicate ad attività e giochi per la ricreazione come la pista d’atletica, il biliardino,il ping pong e il cinema. Nell'aprile 1951 la futura regina Elisabetta II del Regno Unito fece visita al Borgo per osservare il sistema di integrazione e formazione dei giovani di quartiere.

### Onorificenze
Il 22 novembre 2017, al quartiere Centocelle viene assegnata la medaglia d'oro al merito civile.
Nel 1975 fu decorato con la Medaglia d'argento al valor militare il partigiano Paolo Renzi, arrestato nella sua casa di via Valmontone e fucilato a Forte Bravetta il 31 gennaio 1944. Nella stessa via è stata installata una pietra d'inciampo che lo ricorda.

## Cultura
A Centocelle è legata la figura di Pier Paolo Pasolini, il quale cita il quartiere nel romanzo Ragazzi di vita con riferimenti a via Tor de' Schiavi, e nel suo primo film Accattone girato nei dintorni: una scena mostra piazza di San Felice da Cantalice in cui sono coinvolti il protagonista e Stella.
Il quartiere ospitò l'adolescenza del cantante romano Claudio Baglioni, che il 23 aprile 2007 dal balcone di una vecchia amica di famiglia fece un concerto live per gli abitanti del quartiere, e a cui nel 2021 in occasione del settantesimo compleanno fu dedicato un murales raffigurante un suo primo piano da giovane sulle mura della casa famiglia Casa San Felice.

## Monumenti e luoghi d'interesse
- Acquedotto Alessandrino

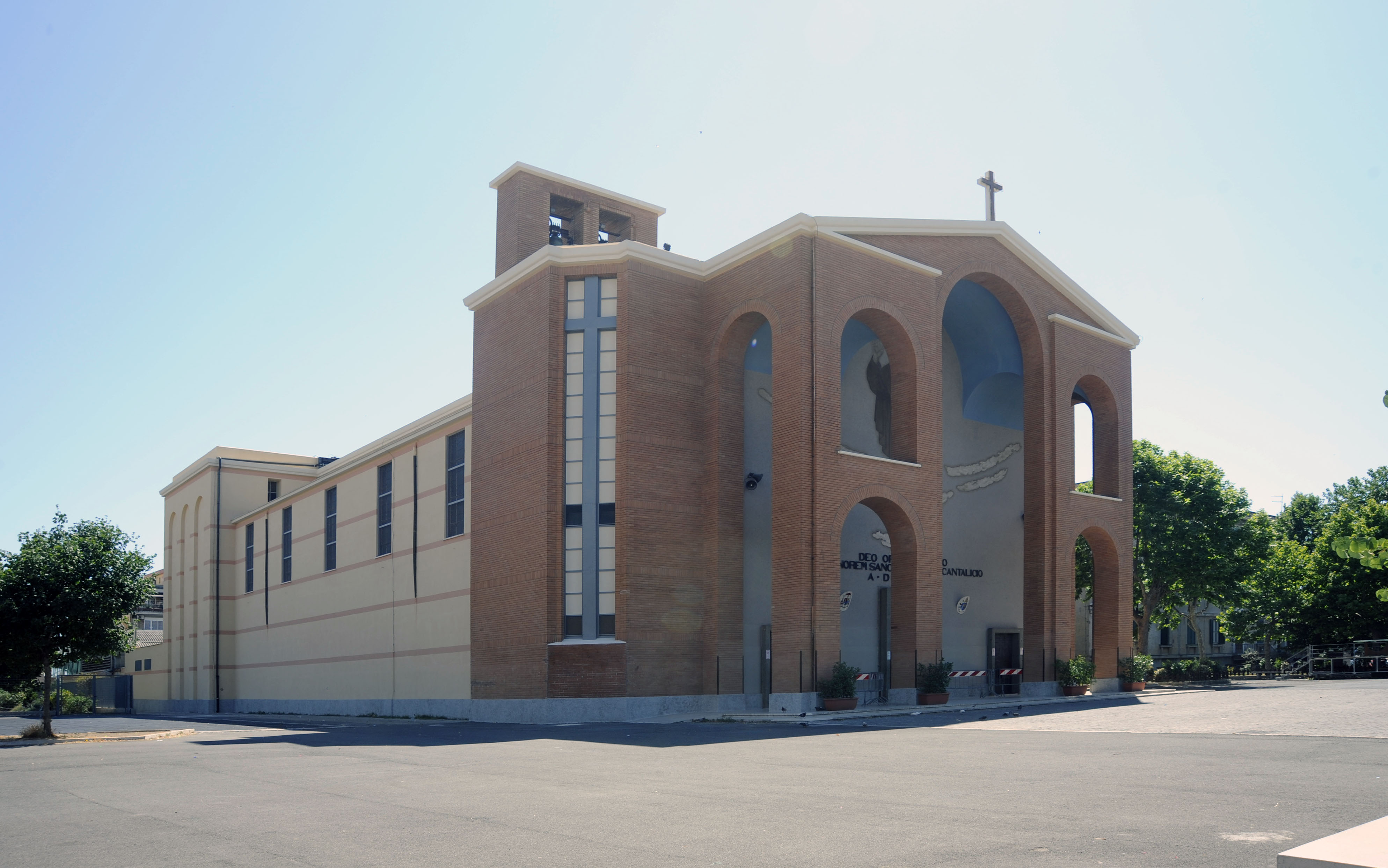
Chiesa San Felice da Cantalice

- Chiesa della Sacra Famiglia di Nazareth
- Chiesa di San Bernardo di Chiaravalle
- Chiesa di San Felice da Cantalice, in piazza San Felice da Cantalice
- Chiesa di Sant'Ireneo, in via dei Castani
- Chiesa di Gesù Adolescente, Borgo Ragazzi Don Bosco, in via Prenestina
- Forte Prenestina, in via Federico Delpino
- Parco archeologico di Centocelle

## Odonimia

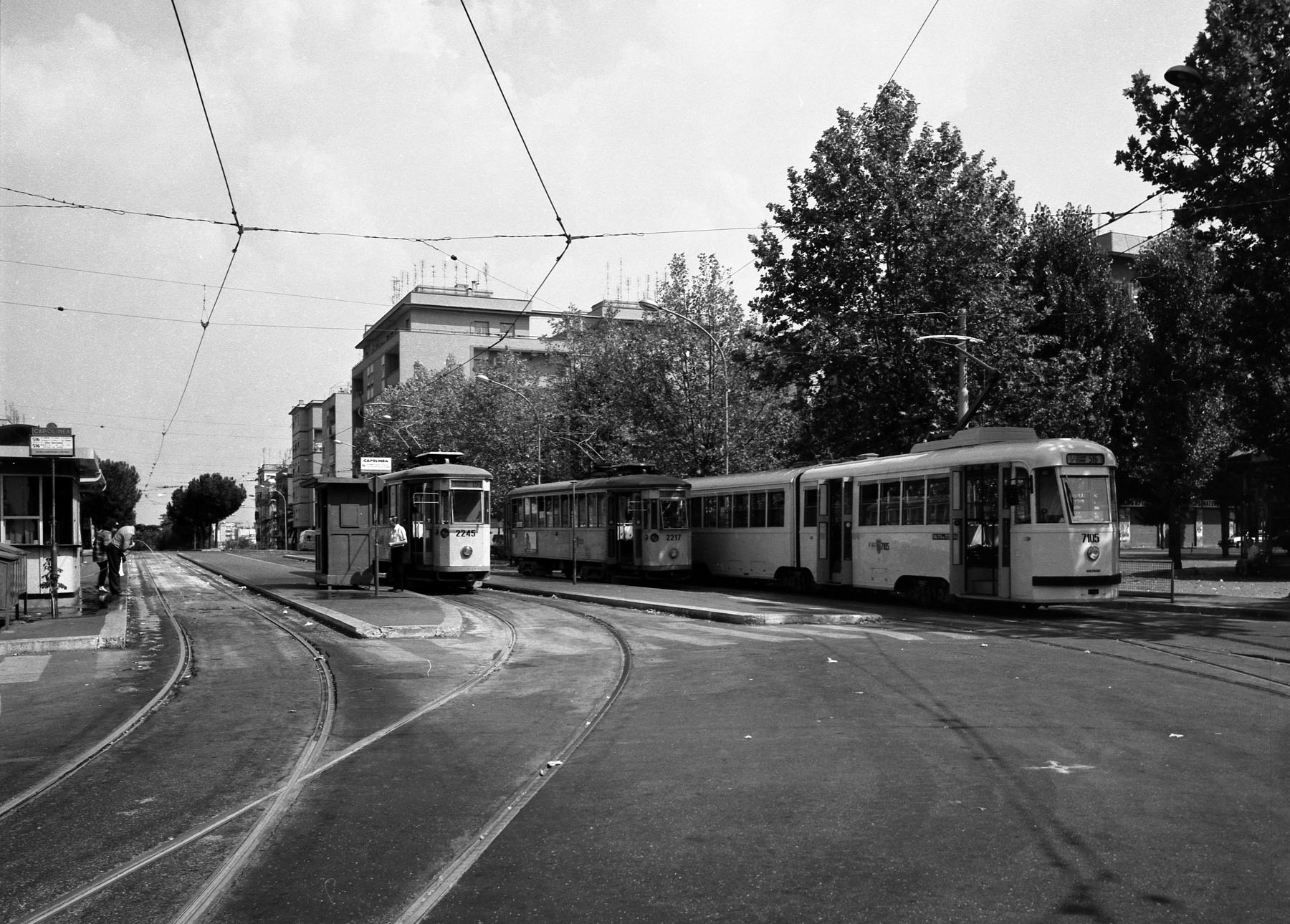
Piazza dei Gerani il capolinea tranviario ATAC (1988)

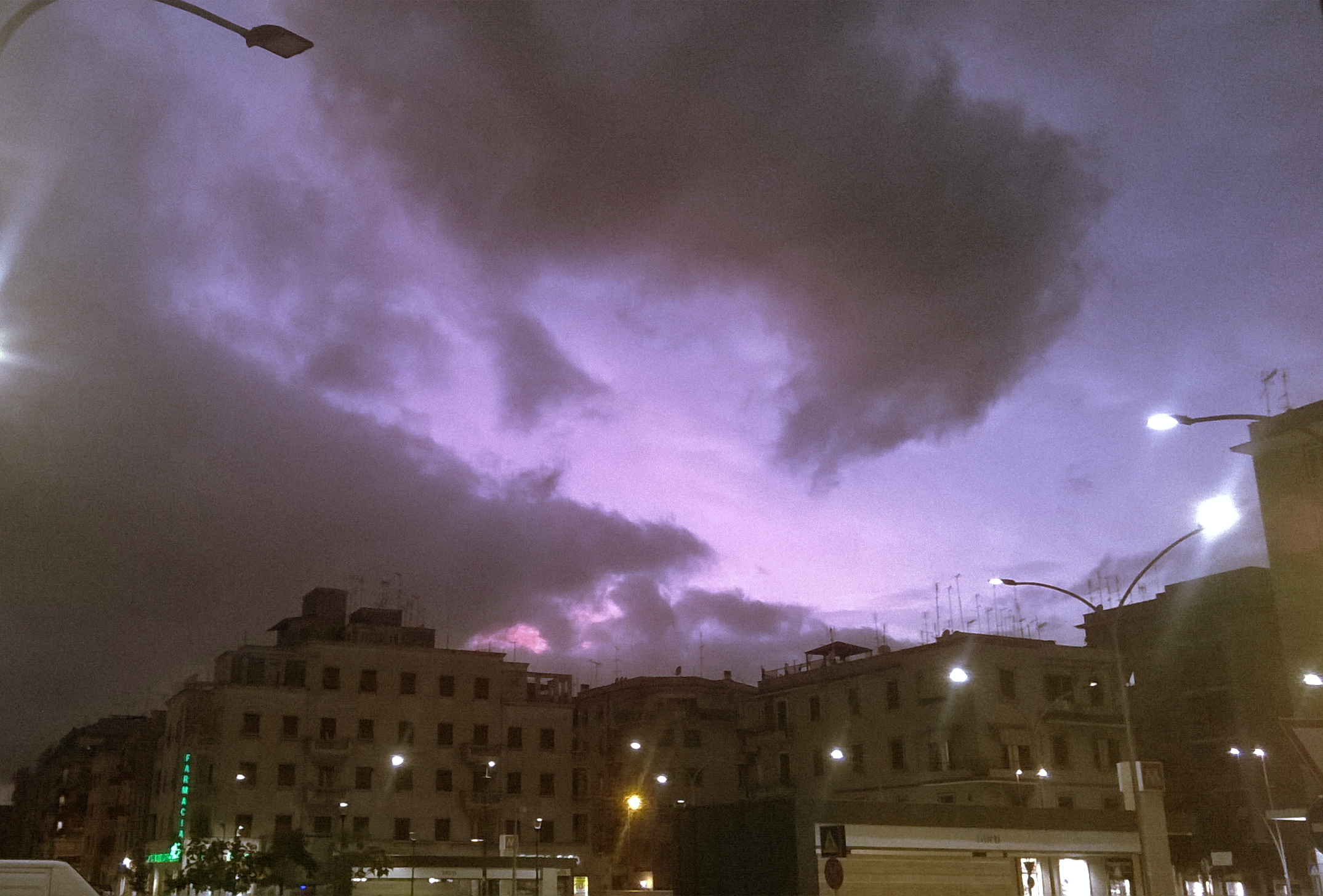
Piazza dei Mirti al crepuscolo

Mentre la via di Centocelle è esterna al quartiere Prenestino-Centocelle (si trova infatti sul lato sud della via Casilina a fare da confine ai quartieri Tuscolano e Don Bosco), l'odonomastica di zona è essenzialmente a tema botanico, ripreso anche nella parte sud della confinante zona urbanistica 7B Alessandrina.
Con il viale della Primavera, l'omonimo largo e via del Vivaio, troviamo le seguenti vie e piazze:
- Abelie, Abeti, Acacie, Aceri, Albizzie, Amaranti, Anemoni, Arbusti, Arniche, Azalee
- Begonie, Betulle, Bossi, Bucaneve
- Calendule, Calicanti, Camelie, Campanule, Carpini, Castani, Celidonie, Cembri, Chenzie, Ciclamini, Conifere
- Dalie, Elci, Elianti, Eucalipti, Faggi, Frassini, Fresie
- Gaggie, Gardenie, Gasterie, Gelsi, Genziane, Gerani, Giacinti, Ginepri, Ginestre, Giunchi, Giunchiglie, Gladioli, Glicini
- Iris, Larici, Lauri, Lecci, Liane, Licheni
- Mandragore, Mimose, Mirti, Mughetti
- Narcisi, Nelumbi, Nemesie, Noci, Ninfee
- Olivi, Ontani, Orchidee, Ortensie
- Palme, Pampini, Peonie, Petunie, Pervinche, Pini, Pioppi, Platani, Primule
- Resede, Robinie, Rododendri, Rose, Roveri
- Saggina, Sesami, Salvinie, Sequoie, Siepi, Stelle Alpine
- Tigli, Trifoglio, Tuberose, Virgulti, Vitalbe

Le strade dell'area nord del quartiere delimitata da via delle Palme e via delle Rose fino alla via Prenestina, sono dedicate a studiosi di botanica:
- Giovanni Arcangeli, Filippo Arena, Giacomo Bresadola, Vincenzo Briganti, Enrico Carano, Fridiano Cavara, Vincenzo Cesati, Emilio Chiovenda, Girolamo Cocconi
- Federico Delpino, Castore Durante, Giuliano da Foligno, Giovanni Gussone, Francesco Ladelci, Biagio Longo, Giuseppe Lusina, Oreste Mattirolo, Vincenzo Menasi
- Domenico Panaroli, Filippo Parlatore, Giovanni Passerini, Pietro Romualdo Pirotta, Antonio Sebastiani, Michele Tenore, Teofrasto

Una strada è dedicata al fondatore di opere per sordomuti Filippo Smaldone, mentre un'altra è chiamata via del Ponticello per la presenza di un piccolo ponte sopra un fosso e non più esistente.
Le strade dell'area trapezoidale a sud-ovest, delimitata da via dei Glicini e via Tor de' Schiavi, via Casilina e viale della Primavera, sono dedicate a comuni del Lazio:
- Acquafondata, Arpino, Boville Ernica, Carpineto Romano, Ceccano, Ceprano
- Ferentino, Fontechiari, Guarcino, Isola del Liri, Paliano, Percile, Riofreddo, Valmontone

## Infrastrutture e trasporti
|  | È raggiungibile dalla stazione Centocelle. |

La linea C della metropolitana, che attraversa il quartiere con tre stazioni, venne inaugurata a maggio 2014 nel tratto da Pantano Borghese a Parco di Centocelle e completata a maggio 2015 da Mirti a Lodi. La ferrovia Roma-Giardinetti è limitata alla stazione di Centocelle e collega il quartiere lungo via Casilina fino alla stazione di Roma Laziali, nei pressi di Termini. Inoltre il quartiere è servito da tre linee di tram che percorrono via Prenestina: il 5 da piazza dei Gerani fino alla Stazione Termini, il 14 da viale Palmiro Togliatti alla stazione Termini e il 19 da piazza dei Gerani a piazza Risorgimento.

## Sport

### Calcio
- S.S.D. Certosa (colori sociali Verde Nero) che, nel campionato 2022-23, milita nel campionato maschile di Eccellenza - Girone B.[14]